# Plumbago europaea
Plumbago europaea är en triftväxtart som beskrevs av Carl von Linné. Plumbago europaea ingår i släktet blyblommor, och familjen triftväxter. Inga underarter finns listade i Catalogue of Life.

## Bildgalleri

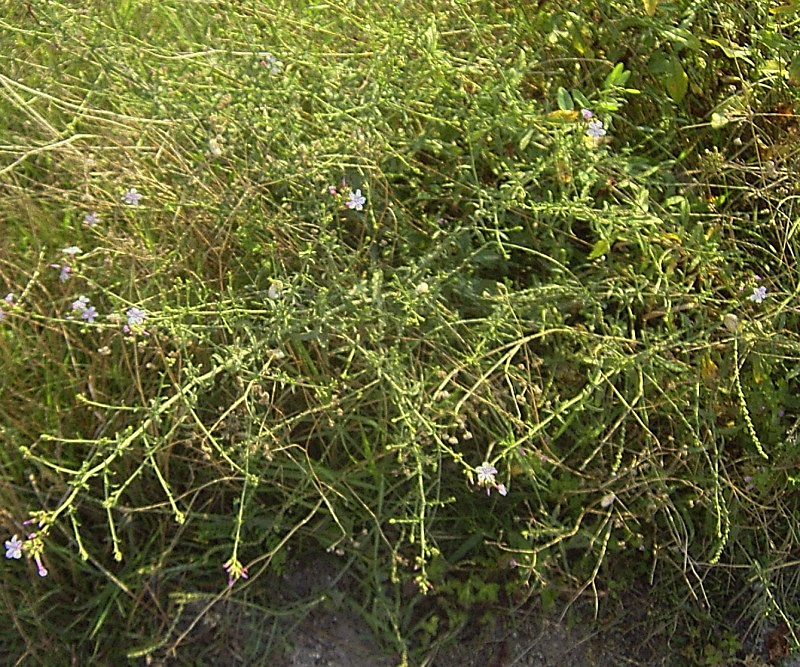
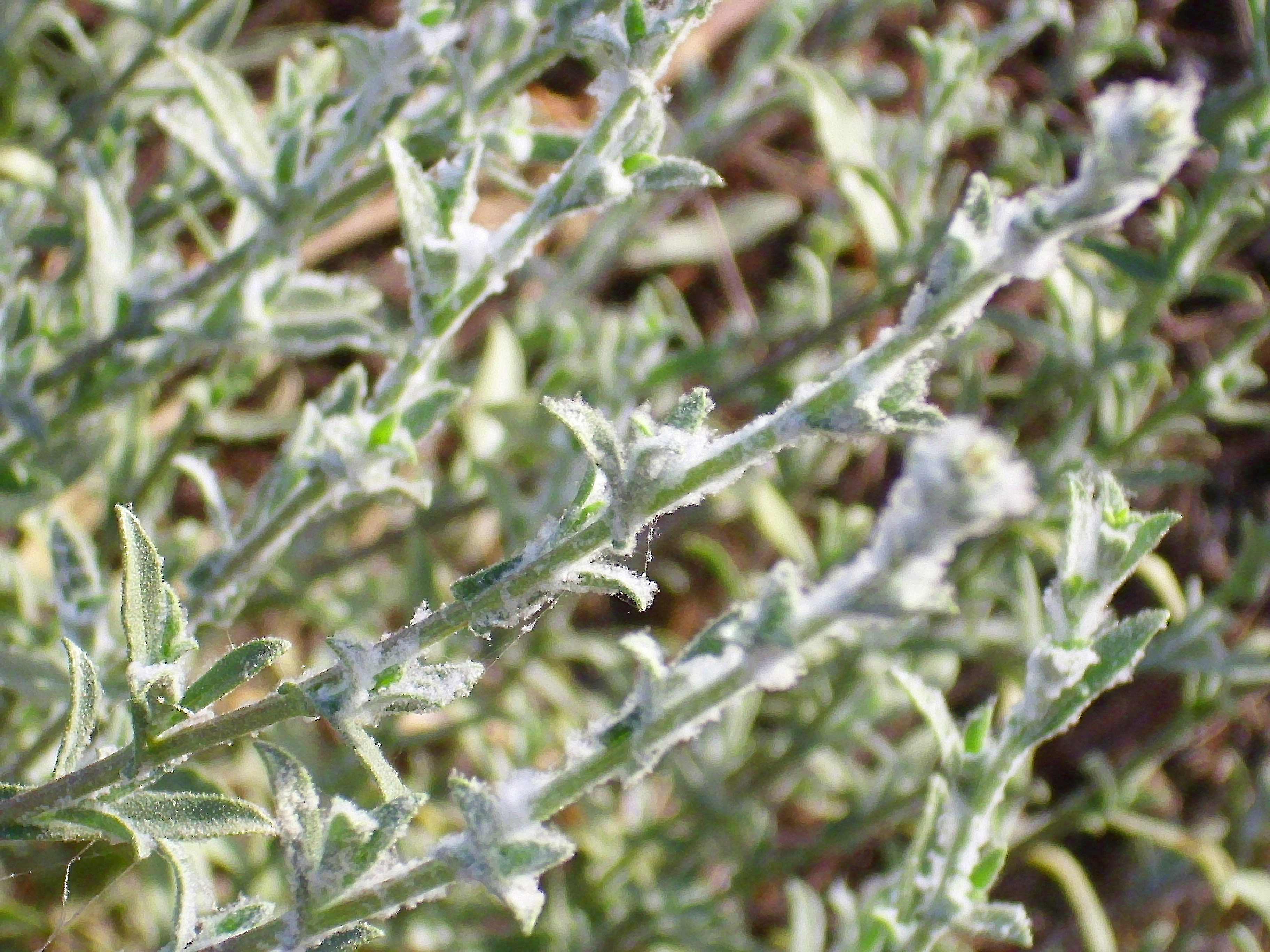
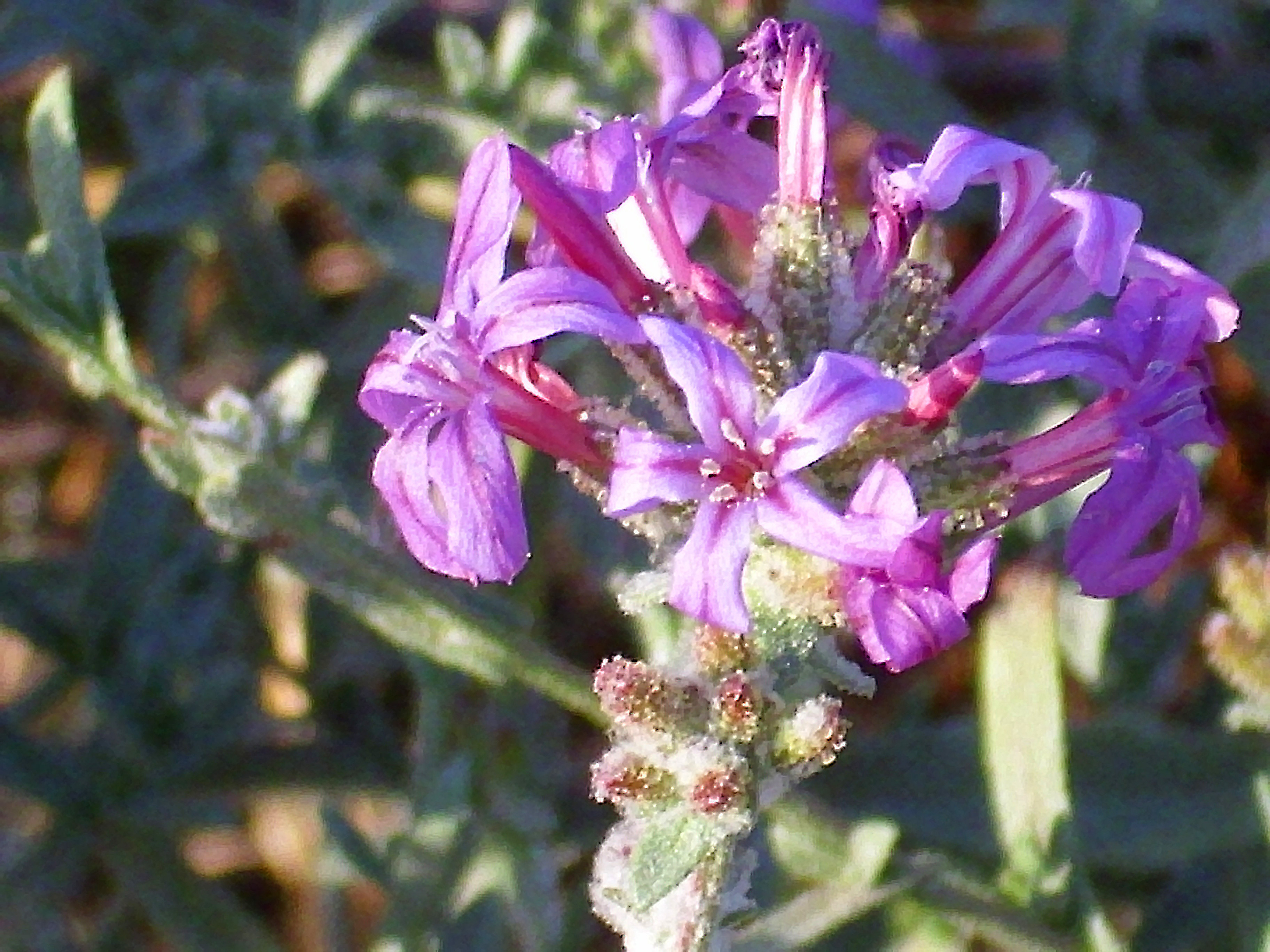
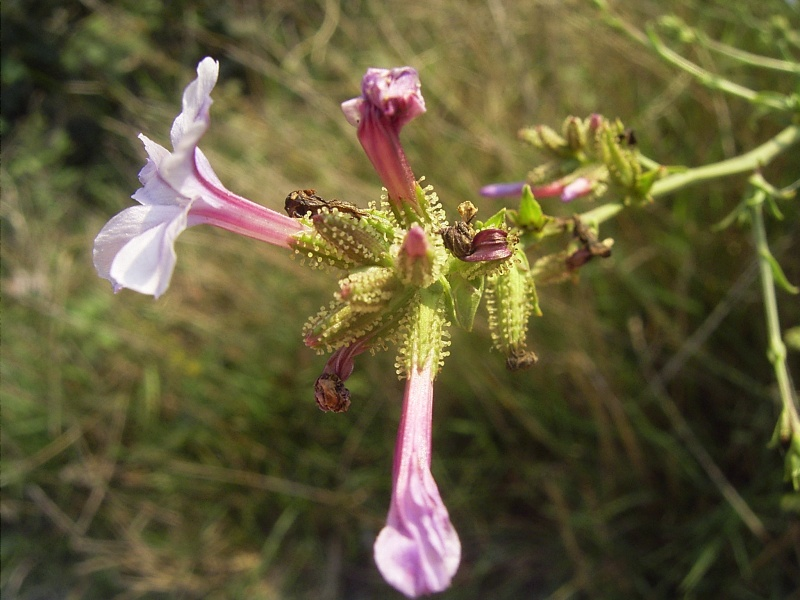
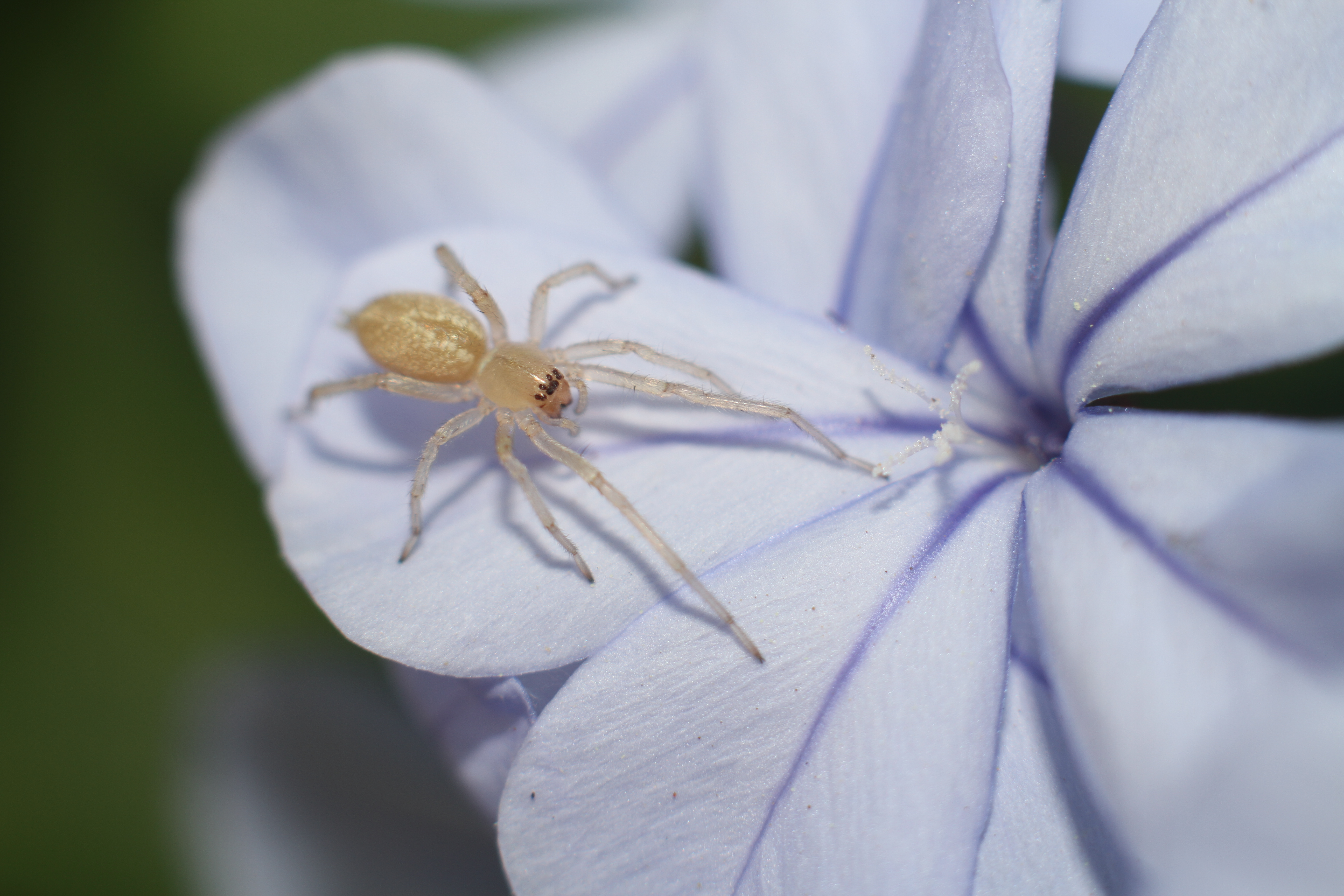
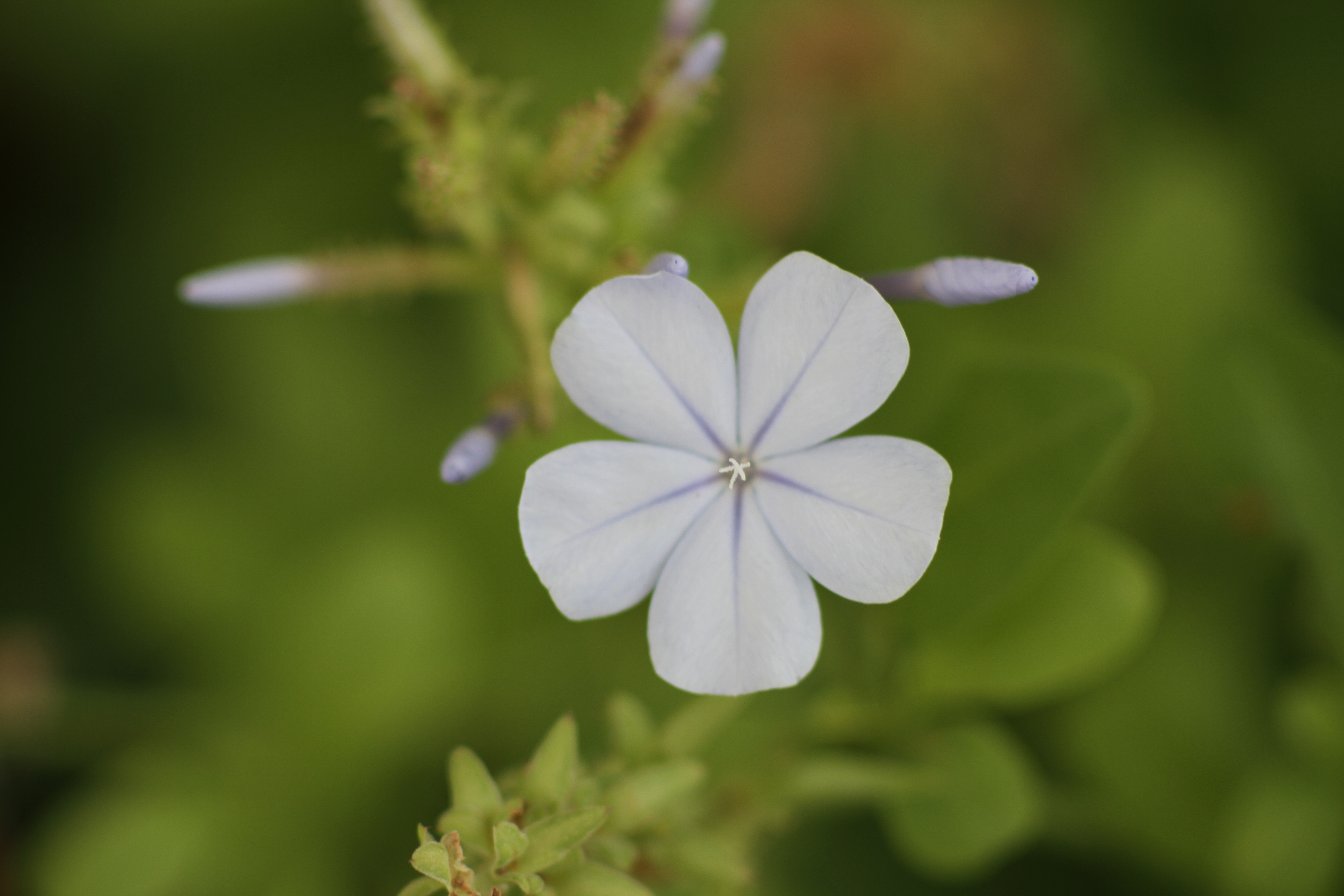